# Малевинский, Антон Михайлович
Антон Михайлович Малевинский (1893—1929) — участник Белого движения на Юге России, полковник 1-го кавалерийского полка.

## Биография
Потомственный дворянин. Уроженец Пензенской губернии.
В Первую мировую войну вступил вольноопределяющимся 10-го уланского Одесского полка. Награждён Георгиевским крестом 4-й степени
За то, что будучи тяжело ранен, оставался в строю, продолжая сражаться.
1 августа 1914 года произведен из унтер-офицеров в корнеты в тот же полк. За боевые отличия был награждён несколькими орденами. Произведен в поручики 17 февраля 1916 года, в штабс-ротмистры — 20 сентября 1917 года.
С началом Гражданской войны в ноябре 1917 года прибыл на Дон в Добровольческую армию, в январе 1918 года — в 1-м эскадроне 1-го кавалерийского дивизиона. Участвовал в 1-м Кубанском походе в 1-м конном полку. В августе 1919 года был назначен командиром эскадрона одесских улан. В Русской армии — командир того же эскадрона в 1-м кавалерийском полку, полковник. Награждён орденом Св. Николая Чудотворца
За то, что в бою 30 июля 1920 года близ. дер. Черненьки, командуя эскадроном, атаковал противника, окопавшегося на буграх и личным примером увлекая подчиненных довел атаку до удара холодным оружием и в последовавшей затем ожесточенной рукопашной схватке с нежелавшими сдаваться латышами, после упорной сечи обратил противника в бегство и захватил 200 пленных, из коих 5 лиц командного состава, 2 пулемета и другие трофеи.
Временно командовал 1-м кавалерийским полком до эвакуации Крыма. Галлиполиец. В эмиграции в Югославии, затем во Франции. Умер в 1929 году от туберкулеза.

## Награды
- Георгиевский крест 4-й ст. (№ 23883)
- Орден Святого Станислава 2-й ст. с мечами (ВП 3.10.1915)
- Орден Святой Анны 3-й ст. с мечами и бантом (ВП 5.12.1915)
- Орден Святого Станислава 3-й ст. с мечами и бантом (ВП 26.2.1916)
- Орден Святителя Николая Чудотворца (Приказ Главнокомандующего № 3705, 7/20 октября 1920)